# 서아시아 축구 연맹 선수권 대회
서아시아 축구 연맹 선수권 대회 혹은 WAFF 챔피언십(영어: WAFF Championship, 아랍어: بطولة اتحاد غرب آسيا لكرة القدم, 페르시아어: قهرمانی فوتبال غرب آسیا)은 서아시아 축구 연맹(WAFF)에 가맹한 축구 협회(연맹)의 남자 축구 국가대표팀이 참가하는 국제 축구 대회로 대회는 2000년에 설립되었으며 동일한 성격의 여자부 대회로 WAFF 여자 챔피언십이 있다.

## 역대 대회 결과
WAFF 챔피언십에서 정상에 오른 나라는 이란과 이라크, 쿠웨이트, 시리아, 카타르로 이 중 이란은 총 4번의 우승컵을 들어올리며 이 대회 최다 우승팀으로 기록되어 있지만 현재는 중앙아시아 축구 연맹 소속이기에 이 대회에는 더 이상 참가하지 않는다. 그리고 뒤이어 이라크, 쿠웨이트, 시리아, 카타르, 바레인은 각각 1번씩 서아시아 챔피언에 등극하였다.
| 연도/회차      | 개최국   | 우승     | 점수           | 준우승 | 3위                                   | 점수                                  | 4위                                   |
| -------------- | -------- | -------- | -------------- | ------ | ------------------------------------- | ------------------------------------- | ------------------------------------- |
| 2000년 (제1회) | 요르단   | 이란     | 1 - 0          | 시리아 | 이라크                                | 4 - 1                                 | 요르단                                |
| 2002년 (제2회) | 시리아   | 이라크   | 3 - 2 (a.e.t.) | 요르단 | 이란                                  | 2 - 2 (PSO 4 - 2)                     | 시리아                                |
| 2004년 (제3회) | 이란     | 이란     | 4 - 1          | 시리아 | 요르단                                | 3 - 1                                 | 이라크                                |
| 2007년 (제4회) | 요르단   | 이란     | 3 - 2 (a.e.t.) | 이라크 | 시리아 & 요르단 공동 3위              | 시리아 & 요르단 공동 3위              | 시리아 & 요르단 공동 3위              |
| 2008년 (제5회) | 이란     | 이란     | 2 - 1          | 요르단 | 시리아 & 카타르 공동 3위              | 시리아 & 카타르 공동 3위              | 시리아 & 카타르 공동 3위              |
| 2010년 (제6회) | 요르단   | 쿠웨이트 | 2 - 1          | 이란   | 예멘 & 이라크 공동 3위                | 예멘 & 이라크 공동 3위                | 예멘 & 이라크 공동 3위                |
| 2012년 (제7회) | 쿠웨이트 | 시리아   | 1 - 0          | 이라크 | 오만                                  | 1 - 0                                 | 바레인                                |
| 2014년 (제8회) | 카타르   | 카타르   | 2 - 0          | 요르단 | 바레인                                | 0 - 0 (PSO 3 - 2)                     | 쿠웨이트                              |
| 2019년 (제9회) | 이라크   | 바레인   | 1 - 0          | 이라크 | 3-4위전이나 공동 3위는 반영되지 않음. | 3-4위전이나 공동 3위는 반영되지 않음. | 3-4위전이나 공동 3위는 반영되지 않음. |

## 국가별 참가 기록
| - 우승 - 준우승 - 3위 - 4위 | - 개최국 - † 초청국 |  |  |  |  |

| 대회국가       | 2000년 | 2002년 | 2004년 | 2007년 | 2008년 | 2010년 | 2012년 | 2014년 | 2019년 |
| -------------- | ------ | ------ | ------ | ------ | ------ | ------ | ------ | ------ | ------ |
| 레바논         | 5위    | 6위    | 6위    | 6위    | ×      | ×      | 9위    | 8위    | 7위    |
| 바레인         | ×      | ×      | ×      | ×      | ×      | 5위    | 4위    | 3위    | 우승   |
| 사우디아라비아 | ×      | ×      | ×      | ×      | ×      | ×      | 7위    | 9위    | 9위    |
| 시리아         | 준우승 | 4위    | 준우승 | =3위   | =3위   | 7위    | 우승   | ×      | 8위    |
| 아랍에미리트   | ×      | ×      | ×      | ×      | ×      | ×      | ×      | ×      | ×      |
| 예멘           | ×      | ×      | ×      | ×      | ×      | =3위   | 11위   | ×      | 6위    |
| 오만           | ×      | ×      | ×      | ×      | 5위    | 8위    | 3위    | =5위   | ×      |
| 요르단         | 4위    | 준우승 | 3위    | =3위   | 준우승 | 6위    | 10위   | 준우승 | 4위    |
| 이라크         | 3위    | 우승   | 4위    | 준우승 | ×      | =3위   | 준우승 | =5위   | 준우승 |
| 이란           | 우승   | 3위    | 우승   | 우승   | 우승   | 준우승 | 6위    | ×      | ×      |
| 카자흐스탄†    | 6위    | ×      | ×      | ×      | ×      | ×      | ×      | ×      | ×      |
| 카타르         | ×      | ×      | ×      | ×      | =3위   | ×      | ×      | 우승   | ×      |
| 쿠웨이트       | ×      | ×      | ×      | ×      | ×      | 우승   | 5위    | 4위    | 5위    |
| 키르기스스탄†  | 8위    | ×      | ×      | ×      | ×      | ×      | ×      | ×      | ×      |
| 팔레스타인     | 7위    | 5위    | 5위    | 5위    | 6위    | 9위    | 8위    | 7위    | 3위    |

## 국가별 통산 성적
서아시아 선수권에서의 국가별 통산 성적은 다음과 같다.
- 순위 기준: 승점 > 진출 횟수 > 최고 성적 > 골득실 > 다득점 > 승자승.
- 2014년 서아시아 축구 선수권 대회까지의 결과를 포함하며, 걸프컵의 결과는 포함하지 않는다.

| 순위 | 국가           | 진출 횟수 | 경기 | 승 | 무 | 패 | 득점 | 실점 | 득실차 | 승점 | 최고 성적  |
| ---- | -------------- | --------- | ---- | -- | -- | -- | ---- | ---- | ------ | ---- | ---------- |
| 1    | 이란           | 7회       | 28   | 19 | 7  | 2  | 56   | 16   | +40    | 64   | 우승 (4)   |
| 2    | 이라크         | 8회       | 31   | 16 | 8  | 7  | 40   | 22   | +18    | 56   | 우승 (1)   |
| 3    | 요르단         | 9회       | 30   | 12 | 8  | 10 | 37   | 27   | +10    | 44   | 준우승 (3) |
| 4    | 시리아         | 8회       | 29   | 9  | 9  | 11 | 32   | 40   | -8     | 36   | 우승 (1)   |
| 5    | 바레인         | 4회       | 15   | 6  | 6  | 3  | 8    | 6    | +2     | 24   | 우승 (1)   |
| 6    | 쿠웨이트       | 4회       | 13   | 6  | 4  | 3  | 17   | 17   | 0      | 22   | 우승 (1)   |
| 7    | 카타르         | 2회       | 7    | 5  | 0  | 2  | 12   | 10   | +2     | 15   | 우승 (1)   |
| 8    | 팔레스타인     | 9회       | 22   | 3  | 4  | 15 | 16   | 35   | -19    | 13   | 3위 (1)    |
| 9    | 오만           | 4회       | 11   | 3  | 3  | 5  | 9    | 13   | -4     | 12   | 3위 (1)    |
| 10   | 레바논         | 7회       | 18   | 3  | 3  | 12 | 9    | 25   | -16    | 12   | 5위 (1)    |
| 11   | 예멘           | 3회       | 10   | 2  | 2  | 6  | 10   | 13   | -3     | 8    | 3위 (1)    |
| 12   | 사우디아라비아 | 3회       | 8    | 1  | 3  | 4  | 3    | 10   | -7     | 6    | 7위 (1)    |
| 13   | 카자흐스탄     | 1회       | 3    | 1  | 0  | 2  | 3    | 9    | -6     | 3    | 6위 (1)    |
| 14   | 키르기스스탄   | 1회       | 3    | 0  | 0  | 3  | 0    | 8    | -8     | 0    | 8위 (1)    |

## 같이 보기
아시아의 5대 지역 축구 선수권 대회
- 남아시아 축구 연맹(SAFF): 남아시아 축구 연맹 선수권 대회 / 남아시아 축구 연맹 여자 선수권 대회
- 동아시아 축구 연맹(EAFF): EAFF E-1 풋볼 챔피언십 / EAFF E-1 풋볼 챔피언십 (여자부)
- 서아시아 축구 연맹(WAFF): 서아시아 축구 연맹 선수권 대회 / 서아시아 축구 연맹 여자 선수권 대회
- 동남아시아 축구 연맹(AFF): 동남아시아 축구 연맹 선수권 대회 / 동남아시아 축구 연맹 여자 선수권 대회
- 중앙아시아 축구 연맹(CAFA): 중앙아시아 축구 연맹 선수권 대회 / 중앙아시아 축구 연맹 여자 선수권 대회